# Lesterps
Lesterps es una comuna francesa situada en el departamento de Charente, en la región de Nueva Aquitania.

## Demografía
| 801 | 754 | 623 | 557 | 560 | 594 | 441 |
| Para los censos de 1962 a 1999 la población legal corresponde a la población sin duplicidades (Fuente: INSEE [Consultar]) |     |     |     |     |     |     |